# Ahoada East
Ahoada East è una delle ventitré aree a governo locale (local government areas) in cui è suddiviso lo stato di Rivers, nella Repubblica Federale della Nigeria. 

Si estende su una superficie di 341 km² e conta una popolazione di 166.747 abitanti.